# Plounéour-Trez
Plounéour-Trez (en bretó Plouneour-Traezh) és un municipi francès, situat a la regió de Bretanya, al departament de Finisterre. L'any 2006 tenia 1.205 habitants. El consell municipal ha aprovat la carta Ya d'ar brezhoneg.

## Demografia
| 1962                                       | 1968  | 1975  | 1982  | 1990  | 1999  |
| ------------------------------------------ | ----- | ----- | ----- | ----- | ----- |
| 1.669                                      | 1.583 | 1.464 | 1.338 | 1.256 | 1.173 |
| Des de 1962: població sense dobles comptes |       |       |       |       |       |

## Administració
| Període | Identitat        | Partit |
| ------- | ---------------- | ------ |
| 2008-   | Pascal Goulaouic |        |

## Personatges il·lustres
- Yvon Abiven, diputat i polític bretó,